# غريس شولمان
غريس شولمان (بالإنجليزية: Grace Schulman)‏ (1935، نيويورك في الولايات المتحدة)؛ كاتِبة وشاعرة أمريكية.

## الجوائز
- زمالة غوغنهايم